# Flugplatz Eferding
Flugplatz Eferding är en flygplats i Österrike.   Den ligger i distriktet Eferding och förbundslandet Oberösterreich, i den norra delen av landet, 180 km väster om huvudstaden Wien. Flugplatz Eferding ligger 269 meter över havet.
Terrängen runt Flugplatz Eferding är kuperad åt nordväst, men åt sydost är den platt. Flugplatz Eferding ligger nere i en dal. Närmaste större samhälle är Wels, 19,4 km söder om Flugplatz Eferding.
Trakten runt Flugplatz Eferding består till största delen av jordbruksmark. Runt Flugplatz Eferding är det ganska tätbefolkat, med 144 invånare per kvadratkilometer.